# Martín Krug
Martín Wilhelm Krug (Chicago, Estados Unidos, 9 de julio de 2006) es un futbolista profesional panameño que juega como central en el Atlético Levante Unión Deportiva en la Tercera Federación.

## Trayectoria

### Inicios
Krug comenzó a jugar al fútbol en su ciudad local de Chicago con la Academia iProSkills a la edad de 5 años en donde estuvo hasta mediados del 2022. En 2022 se trasladó a España para incorporarse a la cantera del Levante. Krug es un central versátil, tranquilo y preciso que puede marcar el ritmo desde atrás. Está preparado para cualquier cosa en el campo y es bueno anticipando jugadas. También es capaz de jugar como mediocampista defensivo.

### Atlético Levante
En el verano de 2024 amplió su contrato con el Levante y ascendió al filial del Atlético Levante. Debutó con el Atlético Levante el 21 de diciembre de 2024 en el empate 0 a 0 contra el CD Soneja en el Camp El Arco en donde fue titular y jugó todo el partido.

## Vida Personal
Krug nació en Chicago, Illinois, de padre germano-estadounidense y madre panameña. Su hermano gemelo, Frederick, también es internacional juvenil con Panamá.

## Selección nacional

### Categorías inferiores
Krug representó a la selección sub-17 de Panamá en el Campeonato Sub-17 de la Concacaf de 2023 en febrero de 2023 en donde jugó 5 partidos en donde quedaron eliminados en las semifinales. Ese mismo año, en noviembre, formó parte de la convocatoria final de la selección panameña sub-17 para la Copa Mundial de Fútbol Sub-17 de 2023 en donde jugó 3 partidos quedando eliminados en la fase de grupos. Krug representó a la selección sub-20 de Panamá en el Campeonato Sub-20 de la Concacaf de 2024 en donde jugó 4 partidos en donde quedaron eliminados en la semifinales.

### Selección Absoluta
Krug hizo su debut con la selección de Panamá el 16 de junio de 2024 como suplente en una derrota en un partido amistoso por 1-0 ante Paraguay en el Estadio Rommel Fernández. Formó parte de la convocatoria provisional para la Copa América 2024. El 12 de marzo de 2025 fue convocado para las Finales de la Liga de Naciones Concacaf 2024-25. Fue subcampeón al perder la final 2 a 1 contra la selección de México en el SoFi Stadium, en donde estuvo en la banca.

### Participaciones en selección nacional
| Copa                        | Categoría | Sede      | Resultado      | Partidos | Goles |
| --------------------------- | --------- | --------- | -------------- | -------- | ----- |
| Campeonato Sub-17 de 2023   | Sub-17    | Guatemala | Semifinal      | 5        | 0     |
| Copa Mundial Sub-17 de 2023 | Sub-17    | Indonesia | Fase de grupos | 3        | 0     |
| Campeonato Sub-20 de 2024   | Sub-20    | México    | Semifinal      | 4        | 0     |
| Liga de Naciones 2024-25    | Mayor     | Concacaf  | Subcampeón     | 0        | 0     |

## Clubes
| Club                | País           | Año             |
| ------------------- | -------------- | --------------- |
| iProSkills Academy  | Estados Unidos | 2011 - 2022     |
| Atlético Levante UD | España         | 2022 - presente |